# 食パンミミー
食パンミミー（しょくパンミミー）は、シマモリナツコによる幼児向けキャラクター。
主婦と生活社発行の『ね〜ね〜』『キャラさがしランド』にて連載された。

## キャラクター
- ミミー
  - 声 - 野川さくら
  - 本作の主人公。食パンをモチーフにしたキャラクター。「みぃ～!」が口癖である。
- バタちゃん
  - 声 - 後藤沙緒里
  - バターをモチーフにしたキャラクター。
- ハミィ
  - 声 - 宮崎羽衣
- プチトマちゃん
  - 声 - 冨岡美沙子
  - プチトマトをモチーフにしたキャラクター。
- パンサムくん
  - 声 - 平山笑美
  - クロワッサンをモチーフにしたキャラクター。

### その他
- ナレーション
  - 声 - 森嶋秀太

## アニメ
本キャラクターを原作として2010年10月4日から2012年9月28日まで朝日放送（関西ローカル）にてテレビアニメが放送された。

### スタッフ
- 原作 - シマモリナツコ
- アニメーション制作 - 勝鬨スタジオ
- 制作 - 電通、主婦と生活社、食パンミミー制作委員会

### 主題歌
- パンデコケーキ
  - 歌 - ミミー（野川さくら）
- パンダフルガールミミー[2]
  - 歌 - ミミー

### サブタイトル
1. おしゃれパンへの道
2. ジャムパックパニック!?
3. 恐怖のトング
4. ロマンチストパン
5. コッペパンへの憂鬱
6. 噂好きハミィ
7. ケーキ作りに挑戦!
8. おいしい隠し味
9. 真夜中の出来事
10. バターのバタちゃん
11. 目指せ!人気者パン
12. いとしのパンサムくん
13. スリム大作戦!
14. おしゃれにお散歩

## 書籍
- 食パンミミー　食べごろだけど食べちゃダメ!（主婦と生活社、2009年）ISBN 9784391138160